# Selección de fútbol sala de Kosovo
La selección de fútbol sala de Kosovo es el equipo que representa al país en la Copa Mundial de fútbol sala de la FIFA y en la Eurocopa de fútbol sala; y es controlado por la Federación de Fútbol de Kosovo.

## Estadísticas

### Copa Mundial de Futsal FIFA
| Copa Mundial de fútbol sala de la FIFA | Copa Mundial de fútbol sala de la FIFA | Copa Mundial de fútbol sala de la FIFA | Copa Mundial de fútbol sala de la FIFA | Copa Mundial de fútbol sala de la FIFA | Copa Mundial de fútbol sala de la FIFA | Copa Mundial de fútbol sala de la FIFA | Copa Mundial de fútbol sala de la FIFA |
| Año                                    | Ronda                                  | J                                      | G                                      | E                                      | P                                      | GF                                     | GC                                     |
| -------------------------------------- | -------------------------------------- | -------------------------------------- | -------------------------------------- | -------------------------------------- | -------------------------------------- | -------------------------------------- | -------------------------------------- |
| 2016                                   | No participó                           | No participó                           | No participó                           | No participó                           | No participó                           | No participó                           | No participó                           |
| 2021                                   | No clasificó                           | No clasificó                           | No clasificó                           | No clasificó                           | No clasificó                           | No clasificó                           | No clasificó                           |
| 2024                                   | No clasificó                           | No clasificó                           | No clasificó                           | No clasificó                           | No clasificó                           | No clasificó                           | No clasificó                           |
| Total                                  | 0/10                                   | -                                      | -                                      | -                                      | -                                      | -                                      | -                                      |

### Eurocopa de Fútbol Sala
| Eurocopa de Fútbol Sala | Eurocopa de Fútbol Sala | Eurocopa de Fútbol Sala | Eurocopa de Fútbol Sala | Eurocopa de Fútbol Sala | Eurocopa de Fútbol Sala | Eurocopa de Fútbol Sala | Eurocopa de Fútbol Sala |
| Año                     | Ronda                   | J                       | G                       | E                       | P                       | GF                      | GC                      |
| ----------------------- | ----------------------- | ----------------------- | ----------------------- | ----------------------- | ----------------------- | ----------------------- | ----------------------- |
| 2018                    | No clasificó            | No clasificó            | No clasificó            | No clasificó            | No clasificó            | No clasificó            | No clasificó            |
| 2022                    | No clasificó            | No clasificó            | No clasificó            | No clasificó            | No clasificó            | No clasificó            | No clasificó            |
| Total                   | 0/12                    | -                       | -                       | -                       | -                       | -                       | -                       |

### Torneos no-FIFA
| Year  | Round    | Pos | Pld | W | D | L | GF | GA |
| ----- | -------- | --- | --- | - | - | - | -- | -- |
| 2016  | Campeón  | 1º  | 4   | 3 | 0 | 1 | 17 | 7  |
| Total | 1 título | 1/1 | 4   | 3 | 0 | 1 | 17 | 7  |

## Historial contra otras selecciones
Actualizado el 3 de marzo de 2018
Solo se incluyen partidos como miembro de la FIFA .
| Oponente            | PJ | PG | PE | PP | GF | GC | DF |
| ------------------- | -- | -- | -- | -- | -- | -- | -- |
| Albania             | 1  | 0  | 0  | 1  | 5  | 7  | -2 |
| Chipre              | 1  | 1  | 0  | 0  | 3  | 1  | 2  |
| Dinamarca           | 1  | 0  | 0  | 1  | 1  | 2  | -1 |
| Finlandia           | 2  | 1  | 0  | 1  | 8  | 7  | 1  |
| Macedonia del Norte | 2  | 0  | 0  | 2  | 4  | 11 | -7 |
| Noruega             | 1  | 1  | 0  | 0  | 5  | 1  | 4  |
| Turquía             | 2  | 2  | 0  | 0  | 10 | 0  | 10 |
| Total               | 10 | 5  | 0  | 5  | 36 | 29 | 7  |